# Winnebago Cheese Company
La Winnebago Cheese Company est une ancienne fromagerie à Fond du Lac, dans le Wisconsin, aux États-Unis. Construite au milieu des années 1910, elle est inscrite au Registre national des lieux historiques depuis le 11 avril 2022.